# سد ایکاوا
سد ایکاوا (انگلیسی: Ikawa Dam)  (井川ダム) سدی بر روی رودخانه اوی در آئوی-کو، شیزوئوکا، در جزیره هونشو، ژاپن است. این اولین سد ثقلی بتنی میان خالی بود که در ژاپن ساخته شد و دارای یک نیروگاه تولید برق آبی است که در مالکیت شرکت برق چوبو می‌باشد.

## تاریخچه
توسعه تولید انرژی برق آبی از پتانسیل موجود در دره رودخانه اوی توسط دولت میجی در آغاز قرن بیستم محقق شد. رودخانه اوی با حجم زیاد و خروش جریان آن شناخته می‌شد. بالادست آن کوهستانی است و سرشاخه‌های آن از نواحی دره ای و شیب دار با بارندگی فراوان و مناطق کم جمعیت نشأت می‌گیرد.
در سال ۱۹۰۶، یک شرکت مشارکتی برق آبی آنگلو-ژاپنی به نام نیچیئی سوئیروکو دنکی (Anglo-Japanese Hydroelectric Company (日英水力電気 Nichiei Suiroku Denki) تأسیس شد و مطالعات و کار طراحی را بر روی طرح‌هایی به منظور بهره‌برداری از پتانسیل رودخانه اوی و رودخانه فوجی در استان شیزوکا آغاز کرد.
سهام بریتانیایی آن در سال ۱۹۲۱ خریداری شد و تولید برق تحت حمایت شرکت تولید و انتقال برق ژاپن (Japan Electric Generation and Transmission Company (日本発送電株式会社 Nippon Hassoden K.K.) در سال ۱۹۳۸ ملی شد.
اولین سدها بر روی رودخانه اوی در اواخر دهه ۱۹۲۰ و اوایل دهه ۱۹۳۰ تکمیل شدند، اما کار بیشتر به دلیل رکود بزرگ دهه ۱۹۳۰ و جنگ جهانی دوم در دهه ۱۹۴۰ به حالت تعلیق درآمد. با این حال، در اوایل دهه ۱۹۵۰، نیاز ژاپن به انرژی الکتریکی به ویژه در کمربند صنعتی نزدیک ناگویا، به‌طور تصاعدی در حال افزایش بود. پس از تجزیه نیپون هاسودن در پایان جنگ جهانی دوم به تأسیسات برق منطقه ای مختلف، بخش عمده ای از سدهای روی رودخانه اوی تحت کنترل چوبو الکتریک پاور قرار گرفت.

## طرح
کار طراحی سد ایکاوا در سال ۱۹۵۱ آغاز شد و ساخت و ساز آن در سال ۱۹۵۲، با کمک مالی خارجی از OCI که توسط فرماندهی نیروهای متفقین تسهیل شده بود، آغاز شد.
طراحی انجام شده برای سد، تکنیک ساخت بتن توخالی را به ژاپن معرفی کرد، که پیش تر با موفقیت در ایتالیا استفاده شده بود. در ابتدا مقاومت در برابر این تکنیک از سوی مهندسان عمران ژاپنی وجود داشت که توجه زیادی به مقاومت این طرح در برابر زلزله داشتند، اما تعداد کاربردهای موفق آن در مناطق زلزله خیز شمال ایتالیا به همراه صرفه اقتصادی ناشی استفاده کمتر از بتن، تصمیم نهایی را به سمت این طرح تغییر داد. در نهایت ساخت این سد با ۱۰۳٫۶ متر (۳۴۰ فوت) ارتفاع در خط راه‌آهن اویگاوا ایکاوا تسهیل و در سال ۱۹۵۷ تکمیل شد.
نیروگاه برق آبی ایکاوا در پایین این سد، توانی برابر ۶۲۰۰۰ کیلووات نیرو تولید می‌کند.
در نتیجه آبگیری سد و ایجاد دریاچه سد ایکاوا، روستای ایکاوا به زیر آب رفت و ۵۵۰ خانوار آن مجبور به نقل مکان شدند.
آب این سد به عنوان منبع مهم آب آشامیدنی، آب صنعتی کارخانجات شیزوکا استد. دریاچه با ماهی‌های قزل آلا، یک مکان ماهیگیری محبوب است. موزه ای که توسط شرکت برق چبو در نزدیکی دریاچه تأسیس شده‌است و دارای نمادهای نمایشگاهی است که مربوط به تاریخ و ساخت سد و نیروگاه برق آبی است.